# 青岛二中站
青岛二中站位于中华人民共和国山东省青岛市崂山区松岭路与银川东路交叉口地下，是青岛地铁11号线的地铁车站。2018年4月23日开通。